# شنگنگو
شنگنگو (به انگلیسی: Xangongo (Vila Roçades)) شهری در استان کونه‌نه واقع در کشور آنگولا است که در سال ۲۰۰۹ میلادی ۸٬۱۲۵ نفر جمعیت داشته است.